# Conoco
Conoco Inc. war ein Mineralölunternehmen, das 1875 als Continental Oil and Transportation Company gegründet wurde.
Im Jahr 1981 wurde Conoco von DuPont übernommen, die sich jedoch 1999 wieder von Conoco trennte.
2002 fusionierte Conoco mit der Phillips Petroleum Company zu ConocoPhillips. Der Markenname Conoco wird aber weiterbenutzt.
In Deutschland, wo in Hamburg die Conoco Mineraloel GmbH (Geschäftsführer war J. O. L. Gebhardt) ihren Sitz hatte, betrieb Conoco ein Tankstellennetz unter dem Markennamen Jet, das inzwischen zum abgespalteten Unternehmen Phillips66 gehört. 